# Schloss Stauff (Frankenmarkt)

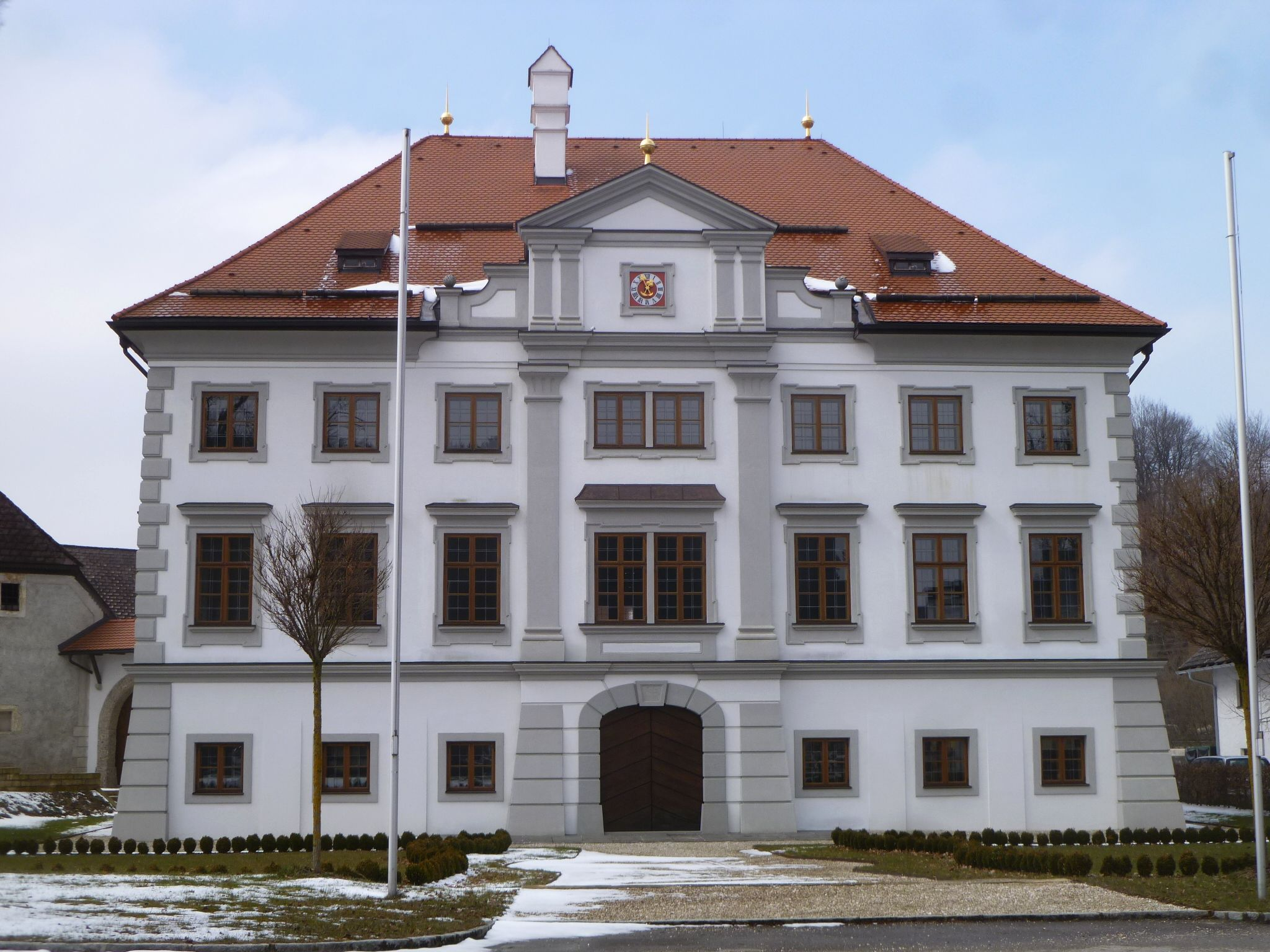
Schloss Stauff – Eingangsfassade

Das Schloss Stauff liegt in der Gemeinde Frankenmarkt im Bezirk Vöcklabruck von Oberösterreich (Stauf 1).

## Geschichte
Um 1450 wurde der Bau als „Huntsreinermühle“ bezeichnet. Besitzer waren die Brüder Siegmund und Wolfgang Forster zu Forstenrreith und Hehenberg. 1559 wird Hans Heinrich Geumann als Besitzer von Stauf genannt. 1578 wurde Stauf durch Kaiser Rudolf II. zu einem adeligen Edelsitz erhoben. Eigentümer war 1581 Elias Underholzer, der letzte kaiserliche Pfleger. Weitere Besitzer waren: Michael Staufer (1580), Wolfgang Wagner (1587), dessen Sohn Hans Wagner, der mit Leonore Rosenberger von Rosenegg vermählt war, und danach die Herren von Thenn (1614), Salzburger Münzmeister, Christoph Khevenhüller und seine Witwe (1630). 1778 wurde das Schloss von Florian Max C(K)lodi erworben und 1790 an Karolina Gräfin von Klam weitergegeben. Ab 1803 sind die Grafen Clam-Martinic im Besitz von Stauf. 1810 gelangt der Besitz an die Preuner, 1817 ist Stauff landgräflicher Edelsitz von Fürst Wrede und 1833 kommt es an Anton Payr. 1865 ging es an den Glasfabrikanten Baron Stimpfl von Freudenthal über, der hier eine Glasschleiferei einrichtete. 1876 kauft der älteste Sohn Theodor Stimpfl den Besitz, wobei Stauf unbewohnt bleibt. Danach folgte 1911 Theodor Stimpfl jun.
Im Zweiten Weltkrieg diente das Schloss als Lager für den weiblichen Reichsarbeitsdienst (RAD). Bis 1971 blieb es im Besitz der Familie Stimpfl. 1971 erwarb Adolf Zelba das Schloss Stauff, wobei in rascher Folge weitere Besitzer folgten: Fellnsteiner (1977), Herbert Ernst Pils (1983). Im Jahr 1991 kaufte es der Getränkefabrikant August Starzinger (* 1943). In den Jahren 2001–2007 wurde das Schloss von ihm und seiner Familie mit großem Aufwand renoviert. Heute sind in dem Schloss das Standesamt von Frankenmarkt und ein Museum untergebracht. Im Innenhof befindet sich eine kleine Bühne, die unter anderem für Musikveranstaltungen genutzt werden kann. Mit einer Vielzahl von Events (Geburtstags-, Jubiläums-, Firmen- und Weihnachtsfeiern) und kulturellen Veranstaltungen wird das Schloss heute wieder belebt.

## Architektur
Schloss Stauf liegt am rechten Ufer der Vöckla in unmittelbarer Nähe zum Bahnhof Frankenmarkt. Der Renaissancebau ist dreigeschoßig mit einem Walmdach. Die Hauptfassade wird durch einen Mittelrisalit mit Putzsäulen und einer Uhr auf Dachhöhe gestaltet. Der Wirtschaftstrakt ist durch das rundbogige Eingangstor zum Schlosshof mit dem Schlossgebäude verbunden.

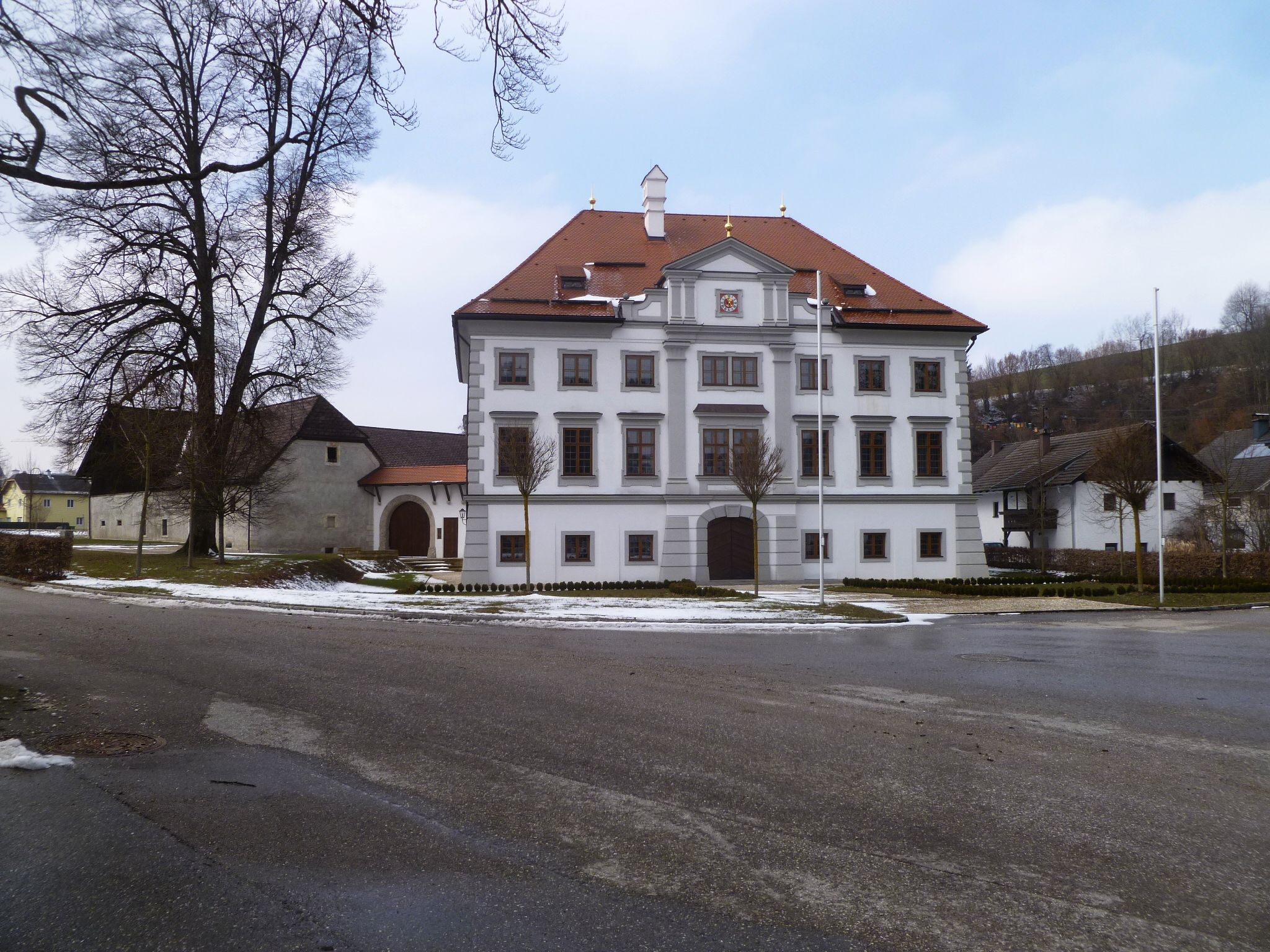
Schloss Stauff
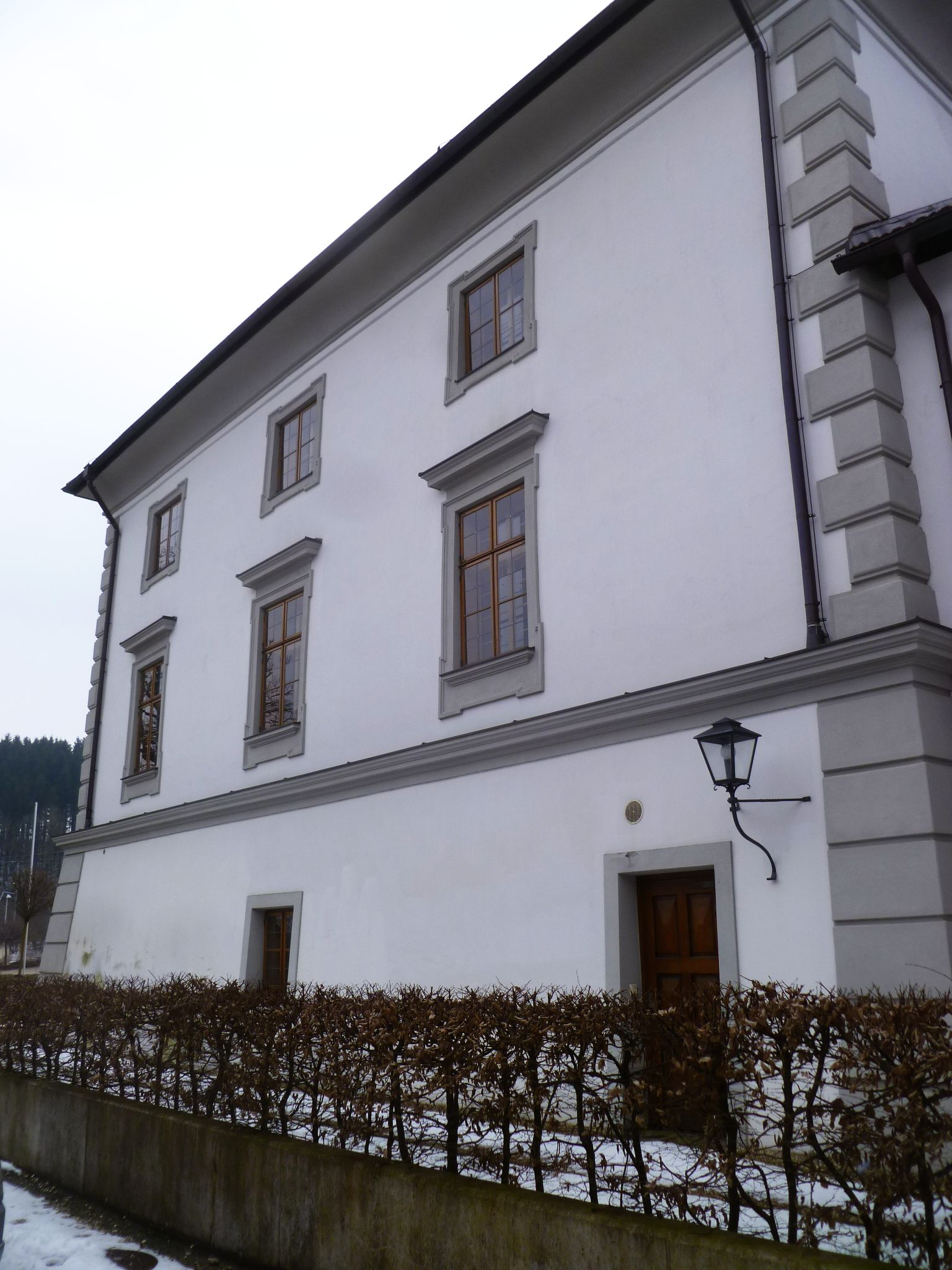
Seitenansicht
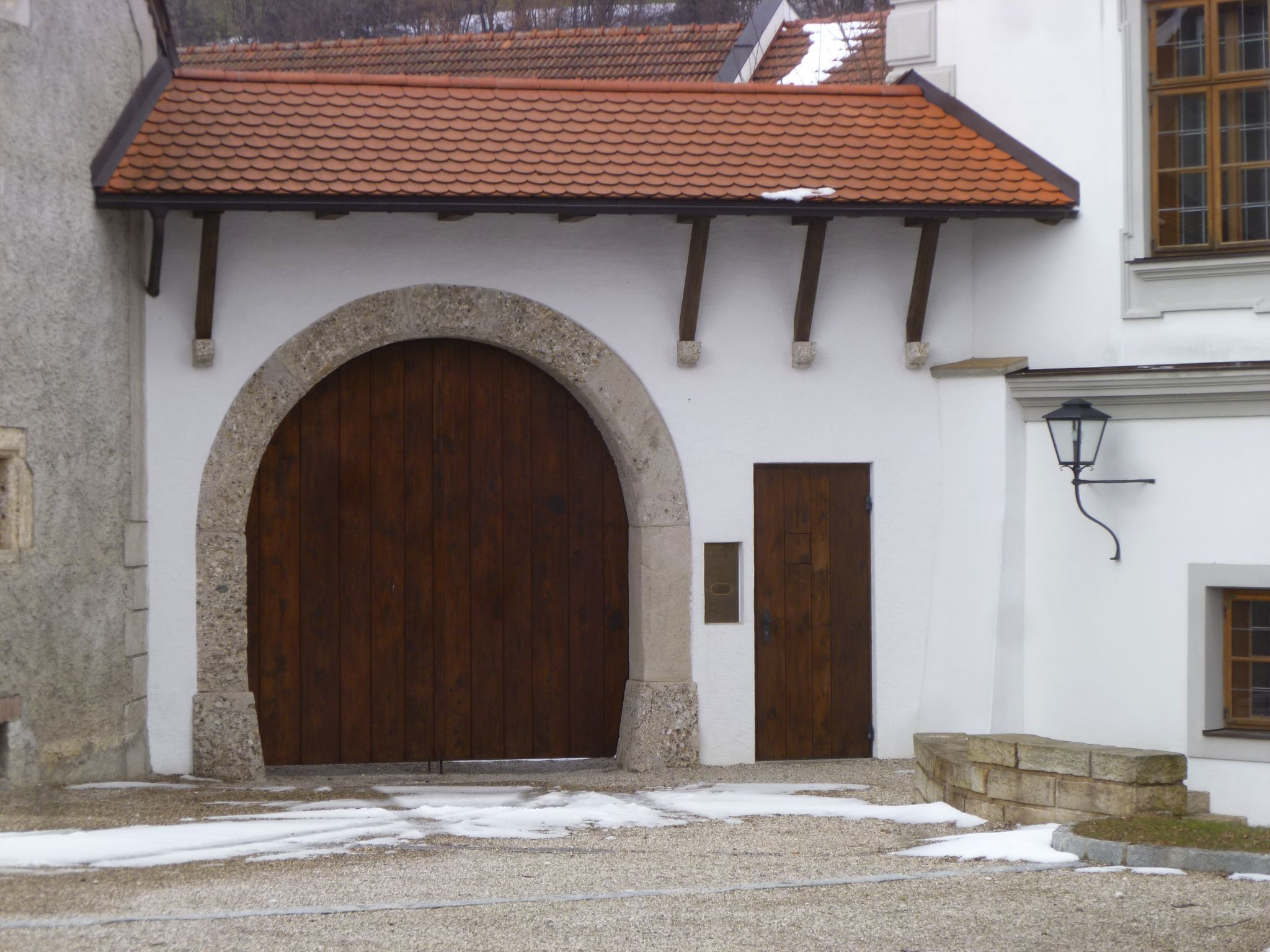
Tor zum Innenhof
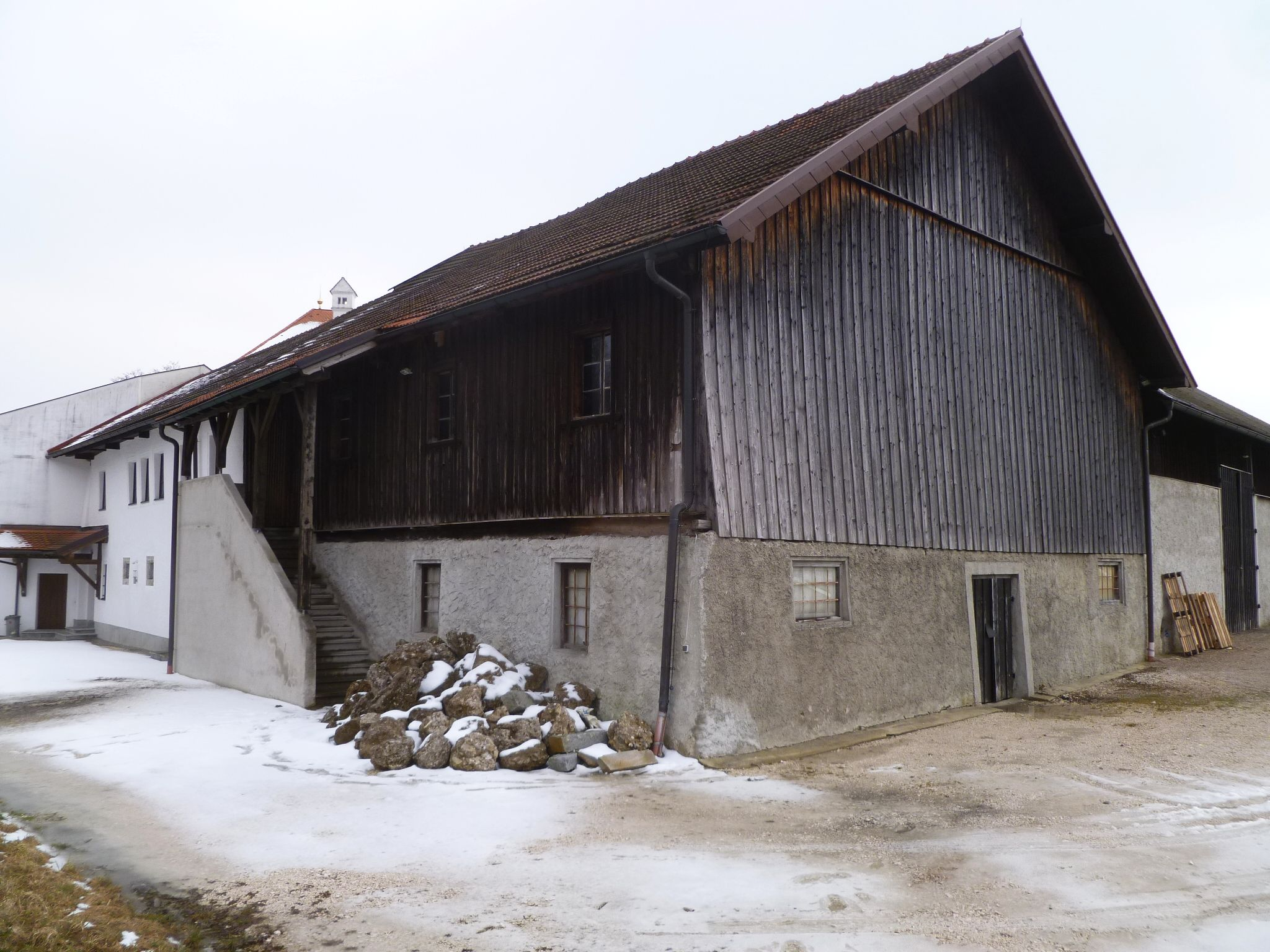
Wirtschaftstrakt